# Eupithecia hongxiangae
Eupithecia hongxiangae es una especie de polilla de la familia Geometridae. La especie fue descrita por primera vez por Mironov et al, habiendo sido descrita en 2011, con distribución en China. El holotipo de la especie fue descrito a nivel de la comunidad de Choujiaba, en Guang'an, a orillas del Río Qu.
Es una polilla de color marrón a gris oscuro con una envergadura de unos 19 a 20 milímetros (0,7 a 0,8 plg). Tiene gran parecido con otra especie del este de China, Eupithecia impavida, del que se distingue principalmente por su morfología genital. Ambas especies pertenecen al grupo de especies Eupithecia undata.